# Иван Крачанов
Иван Костадинов Крачанов е български учител и деец на Българската комунистическа партия в Разлога.

## Биография
Иван Крачанов е роден на 25 декември 1895 година в град Мехомия, тогава в Османската империя. Майка му умира, докато е малък. Завършва Мехомийската прогимназия, след което завършва IV гимназиален клас в Банско. В 1916 година е мобилизиран и се сражава на Румънския фронт. На фронта попада под влияние на комунистическата пропаганда. По време на войната като частен ученик взема изпитите си за VI и VII клас, а след края на войната постъпва в VIII клас на американското училище в Самоков. След завършването си става учител.
На 21 септември 1923 година Прифан Тумбев в местността Кюмковете съобщава решението на ЦК на БКП за въстание на членовете на Околийския комитет. На събранието присъства и Крачанов, който получава задача да извести Припеците - селата Бачево, Годлево, Горно и Долно Драглища. Участва в Септемврийското въстание. След разгрома на въстанието, известно време е нелегален. След като се прибира в града заедно с Костадин Патоков започват да преустройват партийната организация на основата на нелегални тройки и петорки.
В 1925 година по време на така наречените Априлски събития е отвлечен от дейци на ВМРО, измъчван и убит на шосето Разлог – Симитли на 16 юни 1925 година заедно с Патоков.